# Slavisch (schaakopening)
De Slavische verdediging is bij een schaakpartij de opening die begint met de zetten 1.d4 d5 2.c4 c6 (zie diagram). Strikt genomen valt het Slavisch onder het geweigerd damegambiet, maar de opening wordt dusdanig vaak gespeeld, dat het een eigen ECO-code heeft (D10).
De Slavische verdediging werd al in de 16e eeuw door de Italiaanse schaakmeester Polerio genoemd, en door Tsjigorin opnieuw in de toernooipraktijk gebracht. In de jaren dertig van de 20e eeuw werd ze door onder anderen Aljechin, Bogoljoebov en Euwe met succes gespeeld.

## Varianten
| Slavisch         | 1.d4 d5 2.c4 c6 (diagram)                                                                                            |
| Aljechin         | 1.d4 d5 2.c4 c6 3.Pc3 dc 4.e4                                                                                        |
| Winawer          | 1.d4 d5 2.c4 c6 3.Pc3 e5                                                                                             |
| Chebanenko       | 1.d4 d5 2.c4 c6 3.Pc3 Pf6 4.e3 a6 5.Pf3 Lf5                                                                          |
| ruilvariant      | 1.d4 d5 2.c4 c6 3.cd                                                                                                 |
| Breyervariant    | 1.d4 d5 2.c4 c6 3.Pf3 Pf6 4.Pbd2                                                                                     |
| ruil 4...Lf5     | 1.d4 d5 2.c4 c6 3.Pf3 Pf6 4.e3 Lf5                                                                                   |
| ruilvariant      | 1.d4 d5 2.c4 c6 3.Pf3 Pf6 4.e3 Lf5 5.cd cd 6.Pc3                                                                     |
| Landau           | 1.d4 d5 2.c4 c6 3.Pf3 Pf6 4.e3 Lf5 5.cd cd 6.Db3 Dc8 7.Ld2 e6 8.Pa3                                                  |
| ruil 6...Lf5     | 1.d4 d5 2.c4 c6 3.Pf3 Pf6 4.cd cd 5.Pc3 Pc6 6.Lf4 Lf5                                                                |
| Trifunovic       | 1.d4 d5 2.c4 c6 3.Pf3 Pf6 4.cd cd 5.Pc3 Pc6 6.Lf4 Lf5 7.e3 e6 8.Db3 Lb4                                              |
| 4.Pc3            | 1.d4 d5 2.c4 c6 3.Pf3 Pf6 4.Pc3                                                                                      |
| Suechting        | 1.d4 d5 2.c4 c6 3.Pc3 Db6                                                                                            |
| Schlechter       | 1.d4 d5 2.c4 c6 3.Pc3 g6                                                                                             |
| aangenomen       | 1.d4 d5 2.c4 c6 3.Pf3 Pf6 4.Pc3 dc                                                                                   |
| Aljechin         | 1.d4 d5 2.c4 c6 3.Pf3 Pf6 4.Pc3 dc 5.e3                                                                              |
| Slavisch gambiet | 1.d4 d5 2.c4 c6 3.Pf3 Pf6 4.Pc3 dc 5.e4                                                                              |
| Tolush-Geller    | 1.d4 d5 2.c4 c6 3.Pf3 Pf6 4.Pc3 dc 5.e4 b5 6.e5                                                                      |
| Alapin           | 1.d4 d5 2.c4 c6 3.Pf3 Pf6 4.Pc3 dc 5.a4                                                                              |
| Smyslov          | 1.d4 d5 2.c4 c6 3.Pf3 Pf6 4.Pc3 dc 5.a4 Pa6 6.e4 Lg4                                                                 |
| Soultanbeieff    | 1.d4 d5 2.c4 c6 3.Pf3 Pf6 4.Pc3 dc 5.a4 e6                                                                           |
| Steiner          | 1.d4 d5 2.c4 c6 3.Pf3 Pf6 3.Pc3 dc 5.a4 Lg4                                                                          |
| Czechverdediging | 1.d4 d5 2.c4 c6 3.Pf3 Pf6 4.Pc3 dc 5.a4 Lf5                                                                          |
| Krauseaanval     | 1.d4 d5 2.c4 c6 3.Pf3 Pf6 4.Pc3 dc 5.a4 Lf5 6.Pe5                                                                    |
| Carlsbad         | 1.d4 d5 2.c4 c6 3.Pf3 Pf6 4.Pc3 dc 5.a4 Lf5 6.Pe5 Pbd7 7.Pc4 Dc7 8.g3 e5                                             |
| Wiesbaden        | 1.d4 d5 2.c4 c6 3.Pf3 Pf6 3.Pc3 dc 5.a4 Lf5 6.Pe5 e6                                                                 |
| Hollands         | 1.d4 d5 2.c4 c6 3.Pf3 Pf6 4.Pc3 dc 5.a4 Lf5 6.e3                                                                     |
| Lasker           | 1.d4 d5 2.c4 c6 3.Pf3 Pf6 4.Pc3 dc 5.a4 Lf5 6.e3 Pa6                                                                 |
| hoofdvariant     | 1.d4 d5 2.c4 c6 3.Pf3 Pf6 4.Pc3 dc 5.a4 Lf5 6.e3 e6 7.Lc4 Lb4 8.0-0 0-0 9.De2                                        |
| semi-Slavisch    | 1.d4 d5 2.c4 e6 3.Pc3 c6                                                                                             |
| Noteboom         | 1.d4 d5 2.c4 e6 3.Pc3 c6 4.Pf3 dc                                                                                    |
| Koomen           | 1.d4 d5 2.c4 e6 3.Pc3 c6 4.Pf3 dc 5.a4 Lb4 6.e3 b5 7.Ld2 De7                                                         |
| Junge            | 1.d4 d5 2.c4 e6 3.Pc3 c6 4.Pf3 dc 5.a4 Lb4 6.e3 b5 7.Ld2 Db6                                                         |
| Abrahams         | 1.d4 d5 2.c4 e6 3.Pc3 c6 4.Pf3 dc 5.a4 Lb4 6.e3 b5 7.Ld2 a5                                                          |
| Marshall         | 1.d4 d5 2.c4 e6 3.Pc3 c6 4.e4                                                                                        |
| Hastings         | 1.d4 d5 2.c4 e6 3.Pc3 Pf6 4.Pf3 c6 5.Lg5 h6 6.Lf6 Df6 7.Db3                                                          |
| Ekstrom          | 1.d4 d5 2.c4 e6 3.Pc3 Pf6 4.Pf3 c6 5.Lg5 dc 6.e4 b5 7.e5 h6 8.Lh4 g5 9.ef gh 10.Pe5                                  |
| anti-Meraner     | 1.d4 d5 2.c4 e6 3.Pc3 Pf6 4.Pf3 c6 5.Lg5 dc 6.e4 b5 7.e5 h6 8.Lh4 g5 9.Pg5                                           |
| Lilienthal       | 1.d4 d5 2.c4 e6 3.Pc3 Pf6 4.Pf3 c6 5.Lg5 dc 6.e4 b5 7.e5 h6 8.Lh4 g5 9.Pg5 hg 10.Lg5 Pbd7 11.g3                      |
| Szabovariant     | 1.d4 d5 2.c4 e6 3.Pc3 Pf6 4.Pf3 c6 5.Lg5 dc 6.e4 b5 7.e5 h6 8.Lh4 g5 9.Pg5 hg 10.Lg5 Pbd7 11.Df3                     |
| Alatortsev       | 1.d4 d5 2.c4 e6 3.Pc3 Pf6 4.Pf3 c6 5.Lg5 dc 6.e4 b5 7.e5 h6 8.Lh4 g5 9.Pg5 Pd5                                       |
| Stonewall        | 1.d4 d5 2.c4 e6 3.Pc3 Pf6 4.Pf3 c6 5.e3 Pe4 6.Ld3 f5                                                                 |
| Aljechin         | 1.d4 d5 2.c4 e6 3.Pc3 Pf6 4.Pf3 c6 5.e3 a6                                                                           |
| 5...Pbd7         | 1.d4 d5 2.c4 e6 3.Pc3 Pf6 4.Pf3 c6 5.e3 Pbd7                                                                         |
| Stolzvariant     | 1.d4 d5 2.c4 e6 3.Pc3 Pf6 4.Pf3 c6 5.e3 Pbd7 6.Dc2                                                                   |
| Rubinstein       | 1.d4 d5 2.c4 e6 3.Pc3 Pf6 4.Pc3 c6 5.e3 Pbd7 6.Pe5                                                                   |
| Bogoljubov       | 1.d4 d5 2.c4 e6 3.Pc3 Pf6 4.Pf3 c6 5.e3 Pbd7 6.Ld3 Le7                                                               |
| Rohmi            | 1.d4 d5 2.c4 e6 3.Pc3 Pf6 4.Pf3 c6 5.e3 Pbd7 6.Ld3 Lb4                                                               |
| Tsjigorin        | 1.d4 d5 2.c4 e6 3.Pc3 Pf6 4.Pf3 c6 5.e3 Pbd7 6.Ld3 6.Ld6                                                             |
| Meraner          | 1.d4 d5 2.c4 e6 3.Pc3 Pf6 4.Pf3 c6 5.e3 Pbd7 6.Ld3 dc 7.Lc4 b5                                                       |
| Lundin           | 1.d4 d5 2.c4 e6 3.Pc3 Pf6 3.Pf3 c6 5.e3 Pbd7 6.Ld3 dc 7.Kc4 b5 8.Ld3 b4                                              |
| Wade             | 1.d4 d5 2.c4 e6 3.Pc3 Pf6 4.Pf3 c6 5.e3 Pbd7 6.Ld3 dc 7.Lc4 b5 8.Ld3 Lb7                                             |
| 8...a6           | 1.d4 d5 2.c4 e6 3.Pc3 Pf6 4.Pf3 c6 5.e3 Pbd7 6.Ld3 dc 7.Lc4 b5 8.Ld3 a6                                              |
| Pirc             | 1.d4 d5 2.c4 e6 3.Pc3 Pf6 4.Pf3 c6 5.e3 Pbd7 6.Ld3 dc 7.Lc4 b5 8.Ld3 a6 9.e4 b4                                      |
| Reynolds         | 1.d4 d5 2.c4 e6 3.Pc3 Pf6 4.Pf3 c6 5.e3 Pbd7 6.Ld3 dc 7.Lc4 b5 8.Ld3 a6 9.e4 c5 10.d5                                |
| Blumenfeld       | 1.d4 d5 2.c4 e6 3.Pc3 Pf6 4.Pf3 c6 5.e3 Pbd7 6.Ld3 dc 7.Lc4 b5 8.Ld3 a6 9.e4 c5 10.e5 cd 11.Pb5                      |
| Rabinovich       | 1.d4 d5 2.c4 e6 3.Pc3 Pf6 4.Pf3 c6 5.e3 Pbd7 6.Ld3 dc 7.Lc4 b5 8.Ld3 a6 9.e4 c5 10.e5 cd 11.Pb5 Pg4                  |
| Sozin            | 1.d4 d5 2.c4 e6 3.Pc3 Pf6 4.Pf3 c6 5.e3 Pbd7 6.Ld3 dc 7.Lc4 b5 8.Ld3 a6 9.e4 c5 10.e5 cd 11.Pb5 Pe5                  |
| Stahlberg        | 1.d4 d5 2.c4 e6 3.Pc3 Pf6 4.Pf3 c6 5.e3 Pbd7 6.Ld3 dc 7.Lc4 b5 8.Ld3 a6 9.e4 c5 10.e5 cd 11.Pb5 Pe5 12.Pe5 ab        |
| Rellstab         | 1.d4 d5 2.c4 e6 3.Pc3 Pf6 4.Pf3 c6 5.e3 Pbd7 6.Ld3 dc 7.Lc4 b5 8.Ld3 a6 9.e4 c5 10.e5 cd 11.Pb5 Pe5 12.Pe5 ab 13.0-0 |